# Rhopalozetes canagaratnami
Rhopalozetes canagaratnami är en kvalsterart som beskrevs av Balogh 1970. Rhopalozetes canagaratnami ingår i släktet Rhopalozetes och familjen Microzetidae. Inga underarter finns listade i Catalogue of Life.